# Pallacanestro Varese 1959-1960
Nel Campionato 1959-60 i cambiamenti sono radicali nella squadra, che ambisce alla conquista dello scudetto. Lasciano Romano Forastieri e Lajos Tóth, quest'ultimo a seguito della decisione presa dalla Federazione Italiana Pallacanestro di non fare giocare stranieri in campionato. Diversi sono gli acquisti e gli inserimenti di giovani giocatori.
Il risultato finale è il terzo posto in classifica, alle spalle della vincente Simmenthal Milano e della Oransoda Bologna. Miglior realizzatore Tonino Zorzi con 510 punti.

## Rosa 1959/60
- Mario Andreo
- Umberto Borghi
- Paolo Cozzi
- / Enrique De Carli
- Guido Carlo Gatti
- Paolo Magistrini
- Sergio Marelli
- Vinicio Nesti
- Renato Padovan
- Romeo Romanutti
- Gabriele Vianello
- Tonino Zorzi
  - Allenatore
- Enrico Garbosi

## Statistiche
| COMPETIZIONE        | GIOCATE | VINTE | PERSE | F    | S    | PIAZZAMENTO |  |
| CAMPIONATO          | 22      | 16    | 6     | 1717 | 1460 | 3           |  |
| TORNEI E AMICHEVOLI | 30      | 25    | 5     | 2224 | 1824 | -           |  |

## Fonti
- "Pallacanestro Varese 50 anni con voi" di Augusto Ossola
- "La Pallacanestro Varese" di Renato Tadini